# Neoholmgrenia
Neoholmgrenia W.L.Wagner & Hoch – rodzaj roślin z rodziny wiesiołkowatych. Należą do niego dwa gatunki. Ich zasięg obejmuje Kanadę (prowincje Saskatchewan, Alberta i Kolumbia Brytyjska) oraz Stany Zjednoczone (stany Waszyngton, Oregon, Idaho, Montana, Kalifornia, Nevada, Utah i Kolorado). Gatunkiem typowym jest N. hilgardii (Greene) W.L.Wagner & Hoch. 

## Systematyka
Pozycja systematyczna według APweb (2001...)
Rodzaj należący do podrodziny Onagroideae, rodziny wiesiołkowatych (Onagraceae Juss.), która wraz z siostrzaną grupą krwawnicowatych (Lythraceae) wchodzi w skład rzędu mirtowców (Myrtales). Rząd należy do kladu różowych (rosids) i w jego obrębie jest kladem siostrzanym bodziszkowców.
Wykaz gatunków
- Neoholmgrenia andina (Nutt.) W.L.Wagner & Hoch
- Neoholmgrenia hilgardii (Greene) W.L.Wagner & Hoch